# Eros in Ketten
Eros in Ketten ist ein österreichisches Stummfilmdrama aus dem Jahre 1929 von Conrad Wiene mit Walter Slezak, Maly Delschaft und Anita Dorris in den Hauptrollen. 

## Handlung
Der Film behandelt das Problem des Schwangerschaftsabbruchs. Maria Faber wurde von ihrem fest in seinen Wertvorstellungen gefangenen Vater, einem Regierungsbeamten, streng erzogen. Um so schlimmer, dass sie sich mit dem Nachbarn des Hauses, dem jungen Kurt Merkel, einlässt und von ihm schwanger wird. Ehe dieser von dem Umstand Bescheid weiß, verlieren sich beide aus den Augen. 
Als Maria versucht, jemanden zu finden, der den Fötus abtreibt, wird sie verhaftet und in ein Erziehungsheim für „gefallene Mädchen“ gesteckt, wo sie das Kind bei guter Pflege zur Welt bringt. Nach ihrer Entlassung wird sie und das Neugeborene vom Vater, der sich der Verpflichtung gegenüber seiner reuigen Tochter nicht entziehen mag, wieder bei sich aufgenommen. Auch Kurt, der Erzeuger des Kindes, findet sich wieder ein, und um der Moral der Entstehungszeit genüge zu leisten, heiraten die beiden und werden ein treusorgendes Eltern- und Ehepaar. 

## Produktionsnotizen
Der im Wiener Schönbrunn-Film-Atelier gedrehte Streifen Eros in Ketten, in Deutschland unter dem Titel Sexualnot bekannt, wurde in München am 19. September 1929 uraufgeführt. Die Berliner Premiere erfolgte drei Monate später, die Wiener Erstaufführung am 28. Februar 1930. Der Sechsakter besaß eine Länge von 2437 Metern.
Herbert Silbermann übernahm die Produktionsleitung, Stefan Wessely und Franz König gestalteten die Filmbauten. Arthur Gottlein war Regieassistent und übernahm die Aufnahmeleitung.

## Kritiken
Die Bewertungen dieses Streifens fielen recht unterschiedlich aus. 
Münchens Neue Zeitung befand: “Verwegene Lüge der Titel wie die großaufgezogene Reklame, Spekulation auf das Aufklärungsbedürfnis der Massen. Mit der ganzen Unverfrorenheit kapitalistischer Geschäftstricks wird der wißbegierige Mensch in die Falle gelockt, um seine paar Vergnügungsgroschen geprellt.”
In Paimann‘s Filmlisten hieß es: „Nach einer gelungenen Milieuschilderung am Anfang verliert sich das Sujet in Gemeinplätzen. Regie und Darstellung erreichen gerade Mittelmaß. Die Aufmachung ist bescheiden, die Photographie ungleich.“
Die Salzburger Chronik schrieb: „Diese natürlich aufgebaute Handlung ist mit ergreifenden Szenen ausgeschmückt, die durch das gute Spiel Anita Doris (Maria) zu prächtiger Wirkung gelangen.“